# 戸崎拓也
戸崎拓也（とざき たくや, 1985年 8月24日 -）は日本のマジシャン。血液型はA型。ステージ・マジック、とりわけ特別な道具を使わずにテクニックで見せるマニピュレーションマジックを得意とする。
パフォーマーとしてのみならず、マジックに関するさまざまな企画のプロデューサーとしても活躍している。2010年から日本クロースアップマジシャンズ協会（JCMA）理事を務める。

## 人物・経歴
小学生の頃よりテレビの影響でマジック始め、12歳で柏マジッククラブの会員となる。
高校時代からステージの演技を中心に活躍する。
2013年、「トザキマジックスクール」を設立し、野島伸幸ソロマジックショー『珍味』、クロースアップマジックショー『MAGIC LOVER』、各種対談シリーズ、マジックのみの即売会『マジックマーケット』など、種々の企画を手掛けてきた。
日本クロースアップマジシャンズ協会よりマジックサークル・フェローシップを授与された際には「マジックにかかわる人々や、マジックを取り巻く環境に深い関心を示され、その実態及びそこに存在する問題点を独自の視点から看破され、ネットを中心に様々な形で意見を発信されている。新進気鋭の論客として、若手からの評価も高い。」と紹介されている。

## 受賞歴
- 2001年 第20回　奇術を楽しむ集い全国大会　第1位
- SAM東京大会　日本奇術会賞
- JCMA若手育成コンテスト　第2位
- 2002年 第一回テンヨージュニアマジシャンビデオコンテスト　グランプリ
- JCMA　クロースアップスキルアップコンテスト　第1位
- 2003年度　ジャパンマジック大賞　技能賞
- 2005年 SAM埼玉大会　日本奇術会賞　日本奇術協会賞
- 2007年 SAM横浜大会　ステージ部門　第1位
- SAMオーストリア大会　マニピュレーション部門　第2位
- プリあら・マジックAwards2007　審査員特別賞
- 2008年 韓国ロッテワールドマジックコンテスト　第2位
- 2014年 ジャパンカップ　マジックサークル・フェローシップ受賞

## テレビ出演
- 力の限りゴーゴゴー!! (2002年3月13日)

## CD-R
- 若気乱舞 (2005)

他の若手マジシャンと作製したレクチャーCD。
戸崎拓也は四つ玉の手順を解説している。